# جهة الرباط سلا القنيطرة
جهة الرباط سلا القنيطرة هي إحدى الجهات الإدارية في التقسيم الجهوي الجديد للمملكة المغربية منذ 2015. تم إحداث الجهة بعدما شمل التقسيم الترابي للمغرب تعديلا على مستوى حدود الجهات والاختصاصات بفعل الجهوية الموسعة، حيث دمجت جهتا الرباط سلا زمور زعير وجهة الغرب شراردة بني حسين في جهة واحدة وهي الرباط سلا القنيطرة، تحظى الجهة بموقع جغرافي متميز على الهضبة الوسطى بالشمال الغربي للمملكة. تحدها شمالا جهة طنجة تطوان الحسيمة ومن الجنوب جهتي الدار البيضاء سطات وجهة بني ملال خنيفرة ومن الشرق جهة فاس مكناس، كما أن كل مساحتها الغربية تطل على المحيط الأطلسي.

## التقسيم الإداري
تنقسم جهة الرباط سلا القنيطرة إلى 4 أقاليم و3 عمالات تكون ما مجموعه 124 جماعة حضرية وقروية.

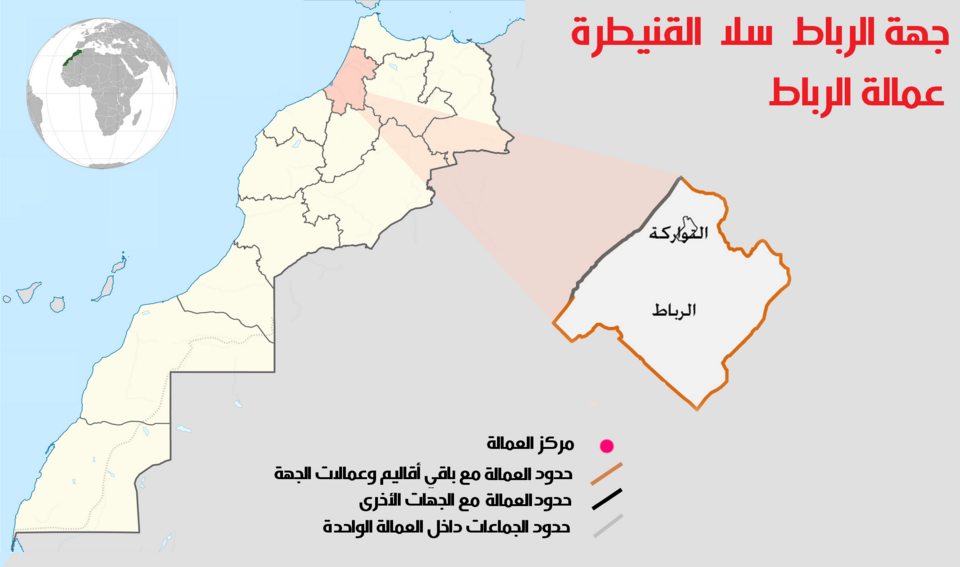
عمالة الرباط
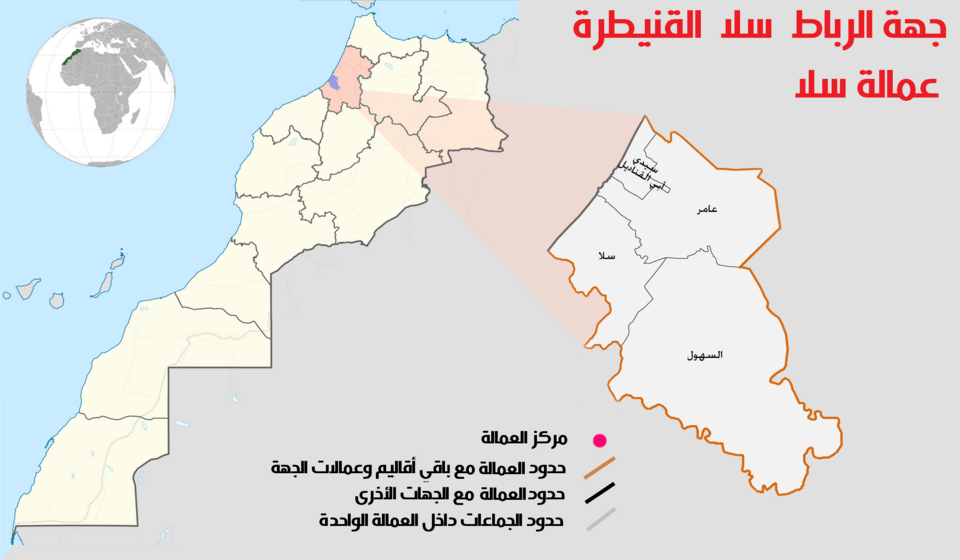
عمالة سلا
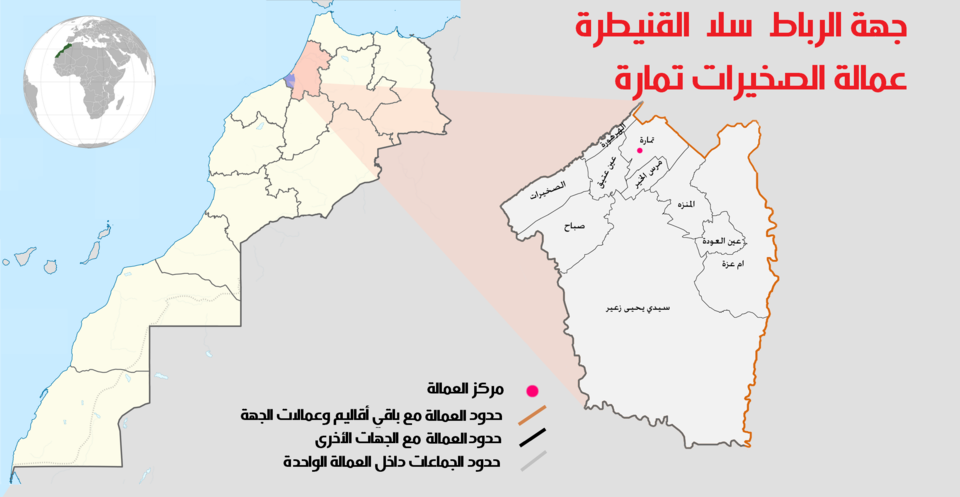
عمالة الصخيرات تمارة
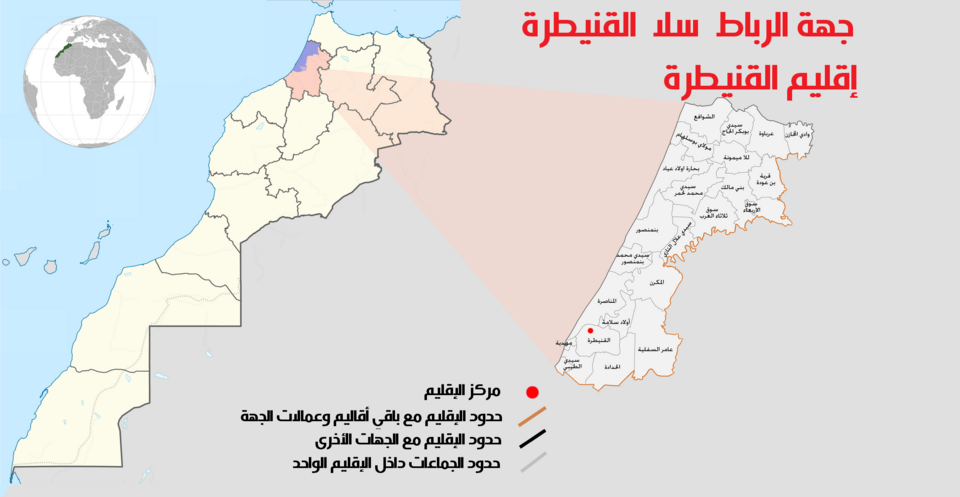
إقليم القنيطرة
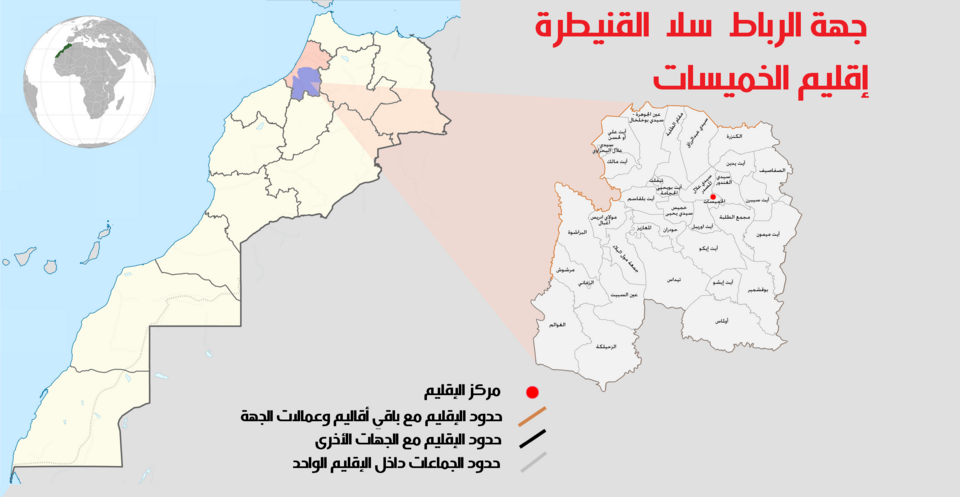
إقليم الخميسات
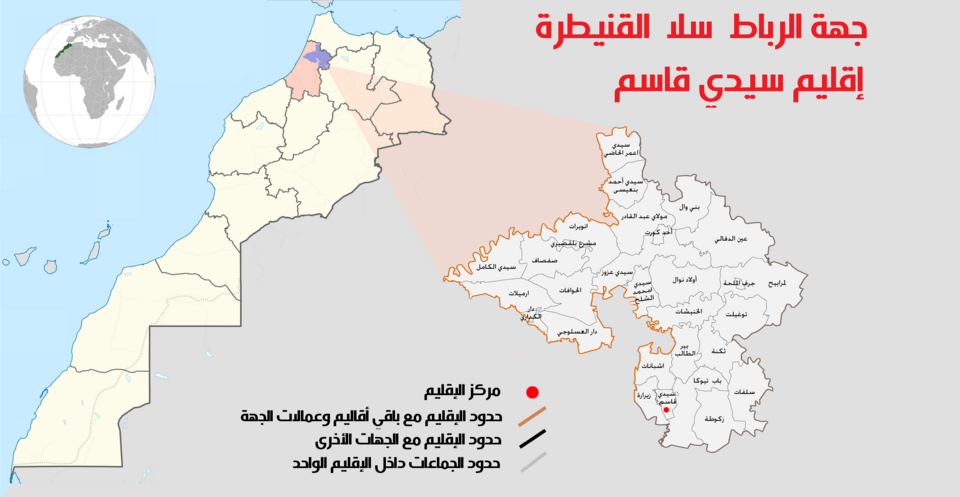
إقليم سيدي قاسم
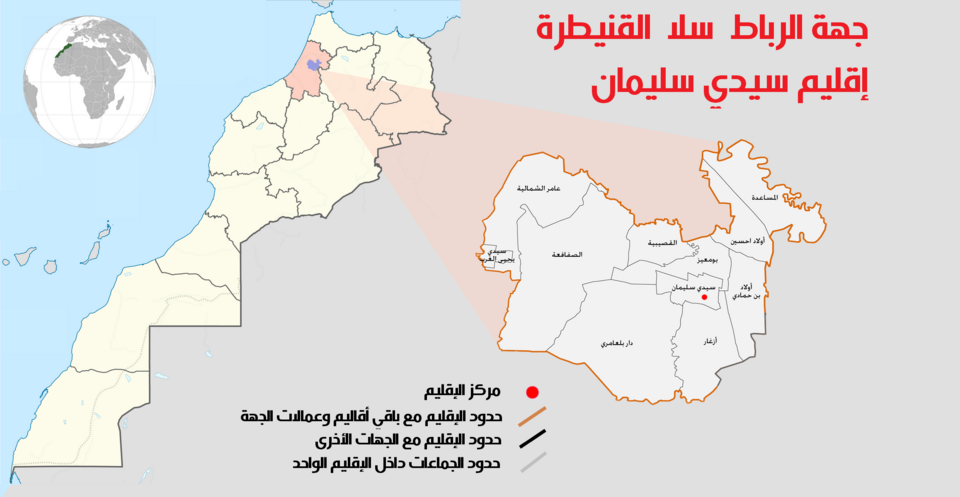
إقليم سيدي سليمان

## مدن جهة الرباط سلا القنيطرة
| الشعار | المدينة            | صورة             | الإقليم/العمالة      | المساحة (كلم²) | عدد السكان (2014) | العمدة            | الموقع                          |
| ------ | ------------------ | ---------------- | -------------------- | -------------- | ----------------- | ----------------- | ------------------------------- |
|        | سلا                |                  | عمالة سلا            | 110.06         | 890,403           | جامع المعتصم      | 34°01′N 6°50′W / 34.02°N 6.83°W |
|        | الرباط             |                  | عمالة الرباط         | 112.08         | 827,577           | محمد الصديقي      | 34°01′N 6°50′W / 34.02°N 6.83°W |
|        | تمارة              |                  | عمالة الصخيرات تمارة | 27.02          | 313,510           | موح الرجدالي      | 33°55′N 6°54′W / 33.92°N 6.90°W |
|        | القنيطرة           |                  | إقليم القنيطرة       | 119.43         | 431,282           | عبد العزيز الرباح | 34°15′N 6°35′W / 34.25°N 6.58°W |
|        | الخميسات           |                  | إقليم الخميسات       | 30.89          | 131,542           | عبد الحميد بلفيل  | 33°49′N 6°04′W / 33.81°N 6.06°W |
|        | التواركة           |                  | عمالة الرباط         | 1.22           | 3,932             | الصديق بنموسى     | 33°52′N 6°23′W / 33.87°N 6.39°W |
|        | سيدي بوقنادل       |                  | عمالة سلا            | –              | 25,255            | عبد الصمد الزمزمي | 34°08′N 6°44′W / 34.13°N 6.73°W |
|        | عين العودة         | لا توجد صورة حرّة | عمالة الصخيرات تمارة | 10.44          | 49,816            | حسن عارف          | 33°49′N 6°47′W / 33.81°N 6.79°W |
|        | هرهورة             |                  | عمالة الصخيرات تمارة | 15,361         | 10.34             | فوزي بنعلال       | 33°56′N 6°55′W / 33.93°N 6.92°W |
|        | الصخيرات           |                  | عمالة الصخيرات تمارة | 47.80          | 59,775            | أحمد الفاقيهي     | 33°51′N 7°02′W / 33.85°N 7.03°W |
|        | عين عتيق           | لا توجد صورة حرّة | عمالة الصخيرات تمارة | 38.27          | 25,078            | العربي هنيني      | 33°52′N 6°58′W / 33.87°N 6.96°W |
|        | المهدية            |                  | إقليم القنيطرة       | 12.10          | 28,636            | خليل اليحياوي     | 34°15′N 6°39′W / 34.25°N 6.65°W |
|        | سيدي يحيى الغرب    | لا توجد صورة حرّة | إقليم سيدي سليمان    | 8.44           | 37,979            | كريم ميس          | 34°18′N 6°18′W / 34.30°N 6.30°W |
|        | سوق الأربعاء       |                  | إقليم القنيطرة       | 12.01          | 69,265            | عبد الحق البدوي   | 34°41′N 5°59′W / 34.68°N 5.98°W |
|        | الرماني            | لا توجد صورة حرّة | إقليم الخميسات       | 4.23           | 12,297            | أحمد لهيلع        | 33°32′N 6°37′W / 33.53°N 6.61°W |
|        | تيفلت              |                  | إقليم الخميسات       | 9.39           | 86,709            | عبد الصمد عرشان   | 33°54′N 6°20′W / 33.9°N 6.33°W  |
|        | سيدي علال البحراوي | لا توجد صورة حرّة | إقليم الخميسات       | 206.69         | 15,866            | جمال الوردي       | 33°59′N 6°25′W / 33.98°N 6.41°W |
|        | دار الكداري        |                  | إقليم سيدي قاسم      | 6.22           | 6,643             | محمد السيبة       | 34°25′N 6°05′W / 34.41°N 6.08°W |
|        | احد كورت           | لا توجد صورة حرّة | إقليم سيدي قاسم      | 6.31           | 7,843             | مصطفى الغزوي      | 34°37′N 5°44′W / 34.61°N 5.73°W |
|        | جرف الملحة         |                  | إقليم سيدي قاسم      | 2.66           | 28,681            | عبد العزيز الصادق | 34°29′N 5°31′W / 34.48°N 5.51°W |
|        | مشرع بلقصيري       | لا توجد صورة حرّة | إقليم سيدي قاسم      | 7.98           | 31,497            | عبد الرحيم نظير   | 34°34′N 5°57′W / 34.56°N 5.95°W |
|        | سيدي قاسم          | لا توجد صورة حرّة | إقليم سيدي قاسم      | 16.69          | 75,672            | محمد الحافظ       | 34°13′N 5°42′W / 34.21°N 5.7°W  |
|        | سيدي سليمان        | لا توجد صورة حرّة | إقليم سيدي سليمان    | 12.21          | 92,989            | محمد الحفياني     | 34°16′N 5°56′W / 34.26°N 5.93°W |

## طبيعة الجهة
تتميز الجهة بمناخ معتدل نظرا لقربها من المنطقة المتوسطية وتأثرها بالمحيط الأطلسي، تتراوح درجة الحرارة عموما بين 12 و 23 درجة، أما الحد الأدنى فقد يصل إلى ما دون درجة التجمد في فصل الشتاء، وكما قد يصل أقصاه إلى 39 درجة في فصل الصيف. و نظرا للموقع الجغرافي القريب من أوروبا وانفتاحه على المنخفضات الأطلسية، تتسم المنطقة بتساقطات مطرية مهمة تفوق 550 سنويا كمعدل، وقد تتعدى 1000 مم في السنوات الممطرة وقد لا تتجاوز 500 مم في السنوات الجافة.
تتوفر الجهة على موارد مائية معتبرة ترجع أساسا إلى سياسة السدود التي يتبعها المغرب.
كما تتوفر الجهة على غطاء غابوي مهم يكمن في غابة المعمورة لما تحويه من أشجار صمغية كشجرة البلوط الاخضر والفليني وكذا أشجار العرعار. وأراضي فلاحية خصبة تساهم في الإنتاج الوطني الموجه للسوق المحلية أو الاستيراد .

## اقتصاد الجهة
تعتبر جهة ثالث قطب اقتصادي بالمغرب، ومن بين أهم الجهات الغنية، بالإضافة للوظيفة الإدارية والسياسية والدبلوماسية التي تعطي للجهة إشعاعا وطنيا، تتوفر الجهة على إمكانيات صناعية مهمة خاصة بعمالتي سلا والقنيطرة وفلاحية في الخميسات وسيدي سليمان.
ومن ضمن هذه الإمكانيات نجد توفر الموارد المائية والفلاحية والتي تعنى بالتحديث المستمر، إذ تتوفر الجهة على أراضي فلاحية خصبة ومراعي شاسعة، الشيء الذي يمكن اعتباره عنصرا أساسيا في التنمية الجهوية المعتمدة حاليا.
سنة 2025 أشرف الملك محمد السادس، بعمالة سلا، على إعطاء انطلاقة أشغال إحداث منصة المخزون والاحتياطات الأولية لجهة الرباط- سلا- القنيطرة،  لخلق  نموذج مغربي في الصمود والنشر السريع لعمليات الإغاثة في حالة وقوع كوارث.

### المنطقة الحرة الأطلسية
سنة 2010 أحدثت المنطقة الحرة الأطلسية بالقنيطرة إذ تعتبر من أهم المناطق الصناعية الكبرى على الصعيد الإفريقي نظرا لتواجد الشركات العالمية المختصة في صناعة السيارات وأسلاكها.

## المدن الكبرى بالجهة
تعتبر الرباط وسلا والقنيطرة كبريات مدن الجهة نظرا لتوسعهم الديموغرافي الكبير وكذا تواجد الأنشطة الصناعية والتجارية المهمة بهذه الحواضر الثلاتة.

## راجع أيضا
- سهل الغرب